# Das Leben ist zu lang
Das Leben ist zu lang ist ein deutscher Film des Schweizer Regisseurs Dani Levy aus dem Jahr 2010.

## Handlung
Der jüdische Filmemacher Alfi Seliger, 52, bezeichnet sich selber als „Nebbich“, die jiddische Bezeichnung für einen Versager. Er steckt in einer Lebens- und Schaffenskrise: Seine Frau Helena, die als Synchronsprecherin weitgehend für den Lebensunterhalt der Familie sorgt, fühlt sich vernachlässigt und geht mit ihrem Regisseur Johannes fremd; seine Kinder Romy und Alain sind in der Pubertät und verachten ihren Vater; seine exzentrische Mutter, ein ehemaliger Filmstar, nervt ihn durch Dauertelefonate und melodramatische Auftritte. Hinzu kommt eine berufliche Durststrecke: Sein letzter Erfolg, die Komödie Das blaue Wunder, liegt einige Jahre zurück, seither konnte er keine Filmidee mehr verwirklichen. Er zieht von Party zu Party, um Filmleute zu treffen und ihnen sein Drehbuch über den Karikaturenstreit schmackhaft zu machen. Arbeitstitel: Mo-ha-hammed. Seliger hat es satt, leichte Komödien zu drehen und will sich einem ernsten Thema mit Humor widmen. Seine Bemühungen sind jedoch fruchtlos, bis er auf Natasha, die liebestolle russische Ehefrau des einflussreichen Filmproduzenten Miesbach-Boronowski trifft: Sie bearbeitet sowohl ihren Mann als auch Alfi mit den Waffen einer Frau und bringt den Produzenten dazu, einen Vertrag mit Seliger abzuschließen; offen fordert sie die weibliche Hauptrolle.
Um Geld für sein Projekt herein zu holen, nimmt Seliger gegen seine Überzeugung einen gut bezahlten Job als Episoden-Regisseur für eine Seifenoper an. Als er an die Schauspieler zu hohe Ansprüche stellt, wird er gefeuert. Gleichzeitig stolpert er von einem Schlamassel in den nächsten, bricht sich Bein und Hand, muss sich bei Professor Mohr einer Magen- und Darmspiegelung unterziehen und erfährt dabei, dass er Krebs hat (der jedoch durch Operation geheilt wird). Schließlich wird er von Miesbach-Boronowski über den Tisch gezogen: Seliger hatte das Kleingedruckte im Vertrag übersehen und muss erleben, wie sein Drehbuch für eine RTL-Serie um einen Karikaturisten verwurstet wird. Alles scheint sich gegen ihn verschworen zu haben, obendrein verliert er durch einen unfähigen Anlageberater fast sein gesamtes Vermögen. Nur das Soap-Sternchen Caro, die Geliebte des alternden Filmstars Georg Maria Stahl, versteht Seliger und dessen Nöte: Bei einem nächtlichen Rendezvous in einem Solebad kommen sich die beiden – platonisch – näher. Caro ist es auch, die als einzige Alfis plötzliche Erkenntnis teilt: Er, sie und alle anderen Menschen aus ihrem Umfeld sind nur Rollen in einem Film.
Von diesem Punkt an schlägt die Handlung ins Surreale um: Seliger koppelt sich gleichsam vom Drehbuch ab, macht sich auf die Suche nach seinem Regisseur und Drehbuchautor, stellt ihn und macht ihn für sein Schicksal verantwortlich. Als sich die Situation für Alfi und seinen Seelenzustand immer mehr zuspitzt, Realität, Traum und Fiktion zu verwischen drohen, versucht er, sich mit Hilfe von Unmengen Schlaf- und Beruhigungsmitteln, Alkohol und Reinigungsmitteln das Leben zu nehmen: Sein Therapeut Tabatabei hatte ihm dazu als letztem Ausweg geraten; doch selbst das misslingt: Nach Tagen im Koma erwacht er in der Klinik von Professor Mohr und versöhnt sich am Krankenbett mit seiner Frau. Nach einem Auftritt bei den Filmfestspielen von Venedig – ob geträumt oder real, bleibt unklar – als gefeierter Erfolgsregisseur kommt es zu einem denkwürdigen Familientreffen: Seine Mutter gesteht, dass sie einst Miesbach-Boronowskis Geliebte war und Alfi dessen Sohn ist. Nach weiteren turbulenten und verwirrenden Verwicklungen findet sich Alfi im Bett mit seiner Frau wieder.

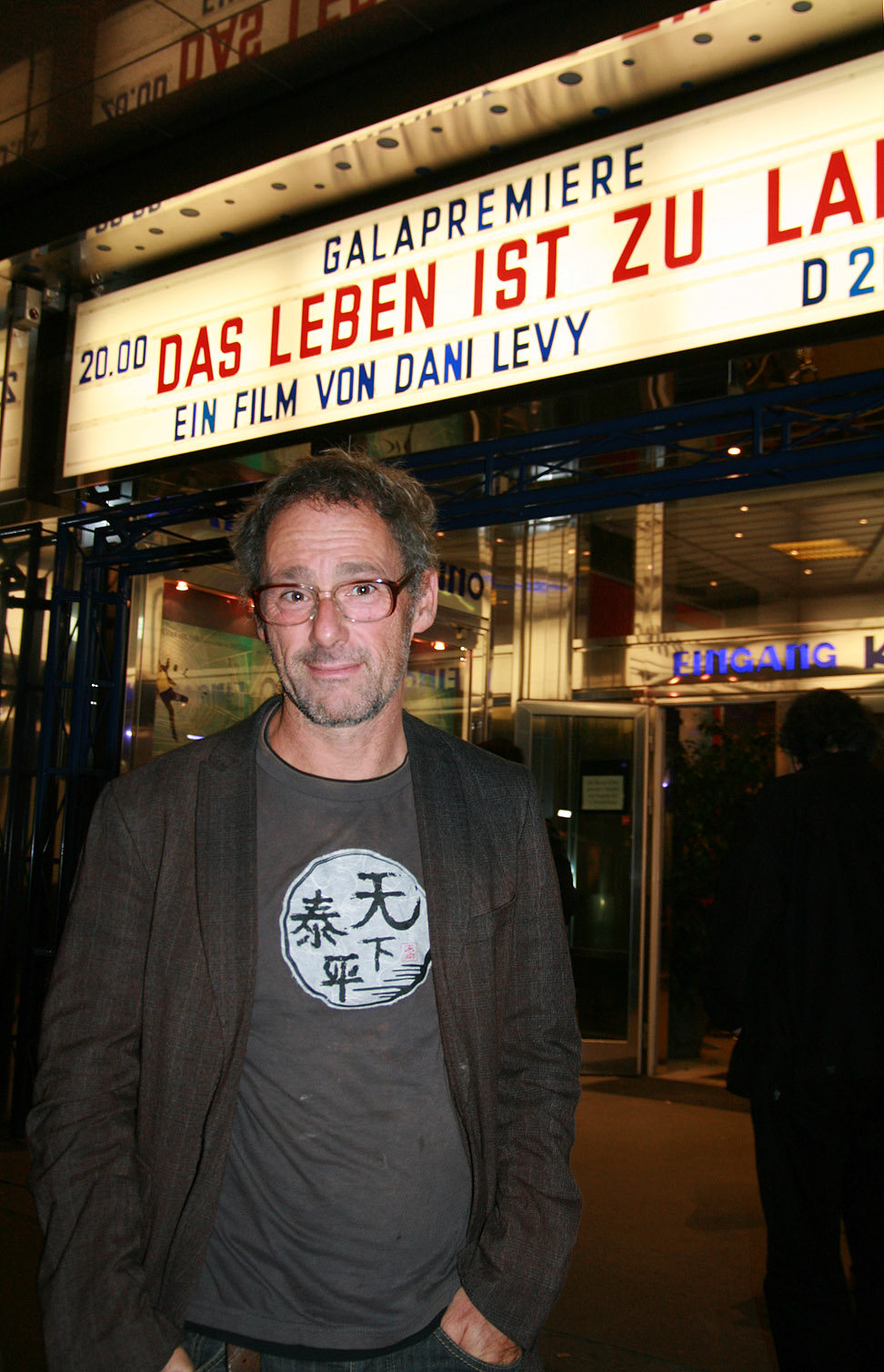
Dani Levy (Österreichpremiere, Wien)
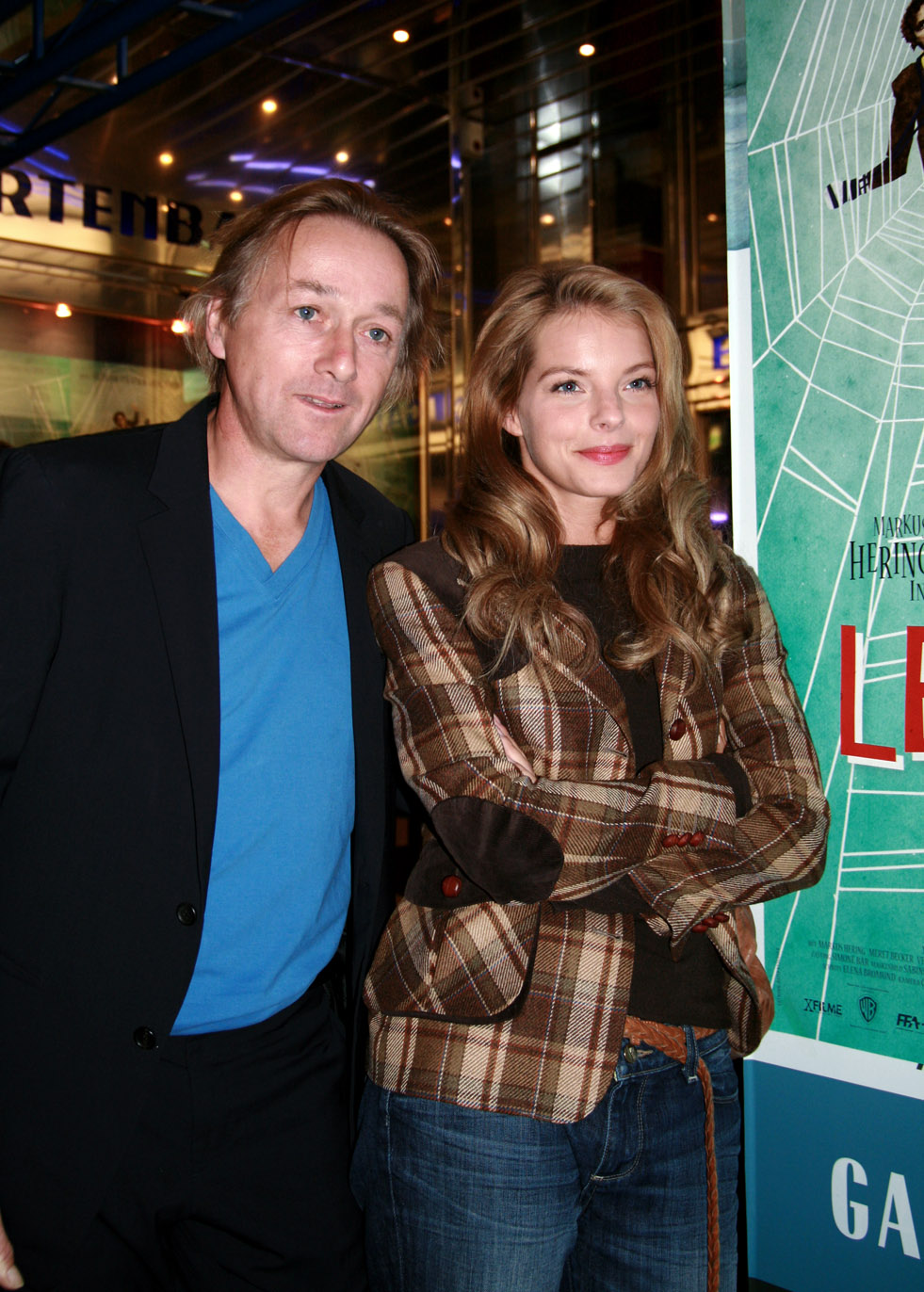
Yvonne Catterfeld und Markus Hering (Österreichpremiere, Wien)
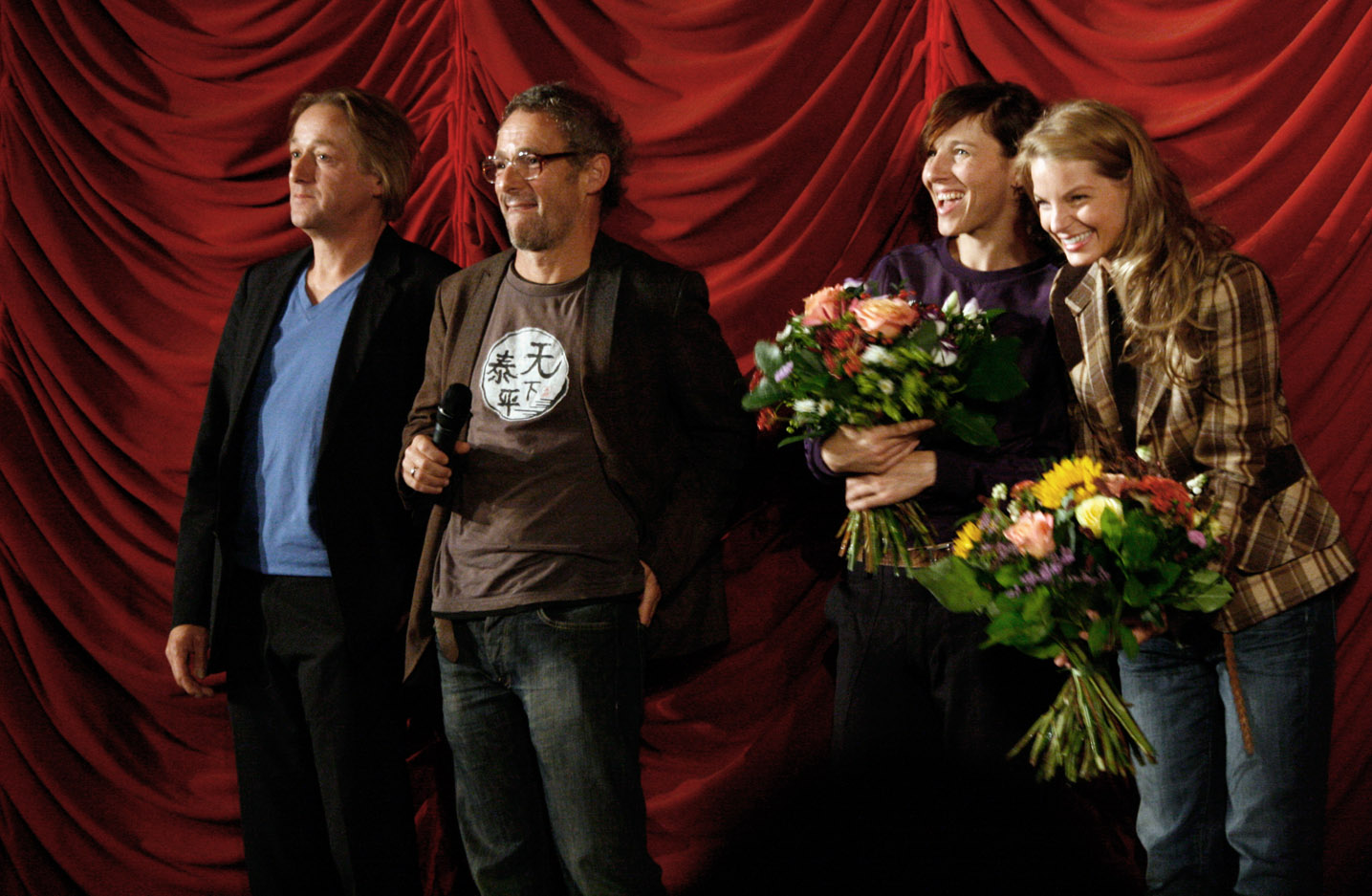
Yvonne Catterfeld, Meret Becker, Dani Levy und Markus Hering (Österreichpremiere, Wien)

## Kritiken
Die Kritiken des Films sind überwiegend zurückhaltend bis negativ. Die Zeit nennt den Film „amüsant und angestrengt zugleich“ und lobt vor allem die Leistung von Markus Hering: „Ohne Hering wär’s alles nur Klamauk.“ Spiegel Online attestiert dem Regisseur einen Hang zu „schalen Scherzen auf eigene Kosten“ und „unendlicher Larmoyanz“ und zieht das Fazit: „So wie er am Anfang bei den in Tempo und Timing erschreckend schwachen Szenen über den Filmbetrieb schnell die inszenatorische Hoheit verliert, so verheddert er sich am Ende in seiner Meditation über Wirklichkeit und Filmwirklichkeit.“ Auch die Süddeutsche Zeitung macht „unfasslich viel Larmoyanz“ aus, nennt Dani Levy „als Filmemacher eine Mimose“ und kritisiert die Darbietung von Markus Hering als „Woody Allen-Verschnitt“. Weiter: „Was die Einblicke angeht, die es hier ins Film- und Fernsehgeschäft gibt, wirkt der Film ziemlich retro.“ Die Jüdische Allgemeine kritisiert, die „beeindruckende“ schauspielerische Leistung von Markus Hering sei „leider schon alles, was man diesem zwischen Komödie und Drama changierenden Streifen zugutehalten kann.“ Die zu Beginn „leichtfüßige Tragikomödie im Stile Woody Allens“ entwickele sich „schon bald zu einer bleischweren verkopften Nabelschau“. Levy verstoße „gegen das erste Gebote eines jeden Künstlers: Du sollst dein Publikum nicht langweilen.“